# Jamie Dwyer
Jamie Dwyer (Rockhampton, 12 marzo 1979) è un hockeista su prato australiano.
Ha vinto una medaglia d'oro olimpica nell'hockey su prato alle Olimpiadi 2004 di Atene e due medaglie di bronzo olimpiche, una alle Olimpiadi 2008 di Pechino e una alle Olimpiadi 2012 tenutesi a Londra.
Inoltre con la sua nazionale ha vinto due medaglie d'oro ai campionati mondiali, una nel 2010 e una nel 2014, e due argenti mondiali (2002 e 2006).
Ha vinto con la nazionale i giochi del Commonwealth nel 2002, nel 2006 e nel 2010.
Per quanto riguarda il Champions Trophy ha vinto sei medaglie d'oro (2005, 2008, 2009, 2010, 2011 e 2012) e due d'argento (2003 e 2007).